# 化成品分類番号

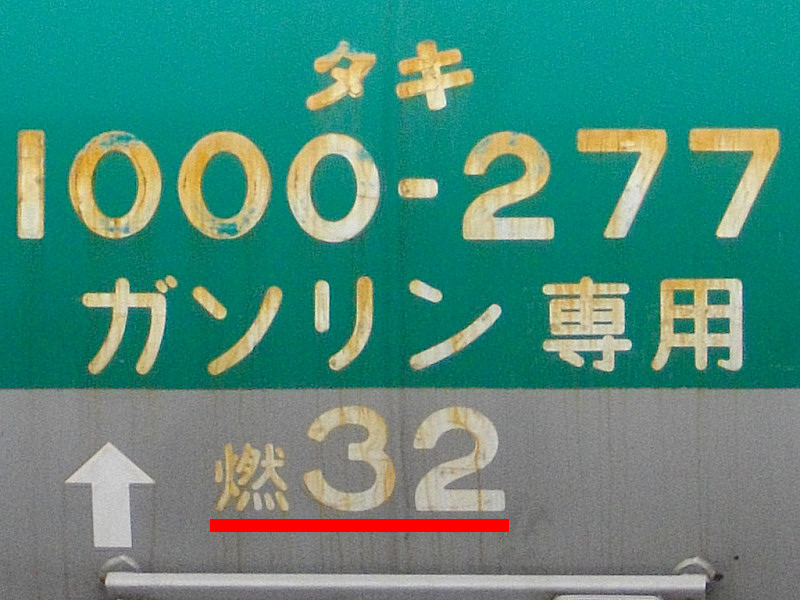
化成品分類番号の例（下線）
（タキ1000形）

化成品分類番号（かせいひんぶんるいばんごう）とは日本国有鉄道（国鉄）が1979年（昭和54年）10月に制定した積荷の性質（化成品 = 化学物質）を簡潔に表す記号番号である。

## 概要
戦後の鉱工業、とりわけ化学工業の発達に伴い、タンク車を中心に私有貨車の形式が多くなり、それに伴い専用種別の積荷の種類が多くなってきたが、化学物質を中心に一般的でない積荷名称も増えてきたため、仮に事故が発生した際、適切な処置を取るためには専門的知識が必要となり始めた。積荷名称の中には商品名ですらあるものも存在したため、専門的知識の幅が広くなり迅速な緊急時の対応が難しくなってきた。
このため、全ての専用種別に対して簡潔に性質を現す標記として、化成品分類番号が1979年（昭和54年）10月に制定された。1987年（昭和62年）4月の国鉄分割民営化後は日本貨物鉄道（JR貨物）でも引き続き使用している。またタンク車以外の貨車やタンクコンテナ、私有コンテナ化された鉄道輸送対応のISOコンテナにも表記が行われている。
なお近年、化成品分類番号が変更されたものも一部存在する。(例としてメタノールは毒性を考慮して「燃31」から「燃毒36」に変更されている)

## 標記
標記記号番号は以下のように制定された。
「化成品分類略号+化成品分類番号10位（化成品の分類）+化成品分類番号1位（化成品の性質）」
（化成品分類略号は複数が組み合わされて使用することもある。また化成品分類略号はなく化成品分類番号10位+化成品分類番号1位のみの場合もある。）
| 化成品 分類略号 | 意味             |
| --------------- | ---------------- |
| 燃              | 燃焼性の物質     |
| 毒              | 毒性の物質       |
| 侵              | 侵食性の物質     |
| 化              | 酸化性の物質     |
| (G)             | 高圧ガス         |
| （禁水）        | 水と反応する物質 |

| 化成品分類 番号10位 | 意味       |
| ------------------- | ---------- |
| 2                   | 高圧ガス   |
| 3                   | 引火性液体 |
| 4                   | 可燃性固体 |
| 5                   | 酸化性物質 |
| 6                   | 毒性物質   |
| 8                   | 腐食性物質 |
| 9                   | 有害性物質 |

| 化成品分類 番号1位 | 意味                         |
| ------------------ | ---------------------------- |
| 0                  | 危険性度合3（小）            |
| 1                  | 危険性度合2（中）            |
| 2                  | 危険性度合1（大）            |
| 3                  | 可燃性のもの                 |
| 4                  | 禁水指定のもの               |
| 5                  | 酸化性または反対性のあるもの |
| 6                  | 毒性のあるもの               |
| 8                  | 腐食性のあるもの             |

### 主な標記例
主な品名に対する化成品分類番号と標記された貨車・コンテナを下記に示す。
| 品名（専用種別）                             | 化成品分類番号 | 標記された貨車・コンテナ                                                          |
| -------------------------------------------- | -------------- | --------------------------------------------------------------------------------- |
| カプロラクタム                               | 90             | タキ14800形、タキ17500形                                                          |
| 脂肪酸                                       | 90             | タキ9400形、タキ20600形                                                           |
| PPG                                          | 93             | タキ8550形、タキ8950形、タキ13600形、タキ18100形                                  |
| エチレングリコール                           | 93             | タキ6600形、タキ11600形、タキ15800形、タキ16600形                                 |
| クレオソート                                 | 93             | タキ2750形                                                                        |
| 生石灰                                       | 94             | タキ11350形、ホキ8800形、チキ80000形                                              |
| 塩素酸ソーダ液                               | 95             | タキ21300形、タキ21350形                                                          |
| アクリルアマイド液                           | 96             | タキ18810形、タキ24400形、タキ25900形                                             |
| 塩化メチレン                                 | 96             | タム7700形、タサ6100形、タキ24600形                                               |
| 重クロム酸ソーダ液                           | 96             | タキ30100形                                                                       |
| トリクロールエチレン                         | 96             | タキ200形                                                                         |
| パークロールエチレン及びトリクロールエチレン | 96             | タキ20700形                                                                       |
| 無水マレイン酸                               | 96             | UT8C形コンテナ5000番台の一部                                                      |
| 硫酸ヒドロキシルアミン                       | 96             | タキ42300形                                                                       |
| ジメチルホルムアミド                         | 燃30           | タキ14500形                                                                       |
| スチレンモノマー                             | 燃30           | タキ19500形                                                                       |
| パラアルデヒド                               | 燃30           | タキ8500形                                                                        |
| アセトン                                     | 燃31           | タキ6500形                                                                        |
| アルコール                                   | 燃31           | タ2000形、タキ3500形、タキ13700形                                                 |
| 酢酸ビニル                                   | 燃31           | タキ8700形                                                                        |
| 石油類                                       | 燃31           | タキ1500形、タキ20000形、タキ42750形、タキ44000形、タキ45000形                    |
| ブチルアルデヒド                             | 燃31           | タキ10300形、タキ20350形(改造前)                                                  |
| ベンゾール                                   | 燃31           | タキ1800形                                                                        |
| メタノール                                   | 燃31           | タム3700形、タキ5200形、タキ7950形                                                |
| メチルメタアクリレート                       | 燃31           | タキ15700形                                                                       |
| アセトアルデヒド                             | 燃32           | タキ9250形、タキ11250形                                                           |
| ガソリン                                     | 燃32           | タサ1700形、タキ35000形、タキ38000形、タキ40000形、タキ43000形、タキ1000形（JRF） |
| 軽質ナフサ                                   | 燃32           | タキ24100形                                                                       |
| プロピレンオキサイド                         | 燃32           | タキ16500形                                                                       |
| ペンタン                                     | 燃32           | タキ42350形                                                                       |
| 液体硫黄                                     | 燃41           | タキ23600形、タキ23650形                                                          |
| アルキルアルミニウム                         | 燃（禁水）44   | UM8C形コンテナ0番台の一部                                                         |
| カーバイド                                   | 燃（禁水）44   | ホキ5900形                                                                        |
| 金属ナトリウム                               | 燃（禁水）44   | タキ17600形                                                                       |
| LNG                                          | 燃(G)22        | タム9600形、UT26C形コンテナ                                                       |
| 液化イソブチレン                             | 燃(G)23        | タキ19550形                                                                       |
| 液化塩化ビニル                               | 燃(G)23        | タキ10150形                                                                       |
| LPガス                                       | 燃(G)23        | タキ25000形                                                                       |
| LPガス+メチルアセチレン                      | 燃(G)23        | タサ6500形                                                                        |
| 塩化ビニール                                 | 燃(G)23        | タキ20400形                                                                       |
| アクロレイン                                 | 燃毒36         | UT11C形コンテナ5000番台の一部                                                     |
| クロトンアルデヒド                           | 燃毒36         | タキ10800形                                                                       |
| 二硫化炭素                                   | 燃毒36         | タム5900形、タキ5100形、タキ10100形、UT7C形コンテナ5000番台の一部                 |
| メタリルクロライド                           | 燃毒36         | タキ11450形、UT5C形コンテナの一部                                                 |
| 酢酸                                         | 燃侵38         | タサ5200形、タキ3700形                                                            |
| 酢酸及び無水酢酸                             | 燃侵38         | タキ18700形                                                                       |
| メチルジクロロシラン                         | 燃侵38         | UT17C形8000番台の一部                                                             |
| 塩素酸ソーダ                                 | 化51           | タキ21600形                                                                       |
| 液化塩素                                     | 毒(G)26        | タム2300形、タム8500形、タキ5450形、UT13C形コンテナ8000番台の一部                 |
| アニリン                                     | 毒61           | タキ42200形                                                                       |
| オルソクロルアニリン                         | 毒61           | タキ42100形                                                                       |
| 石炭酸                                       | 毒61           | タキ3900形、タキ20500形                                                           |

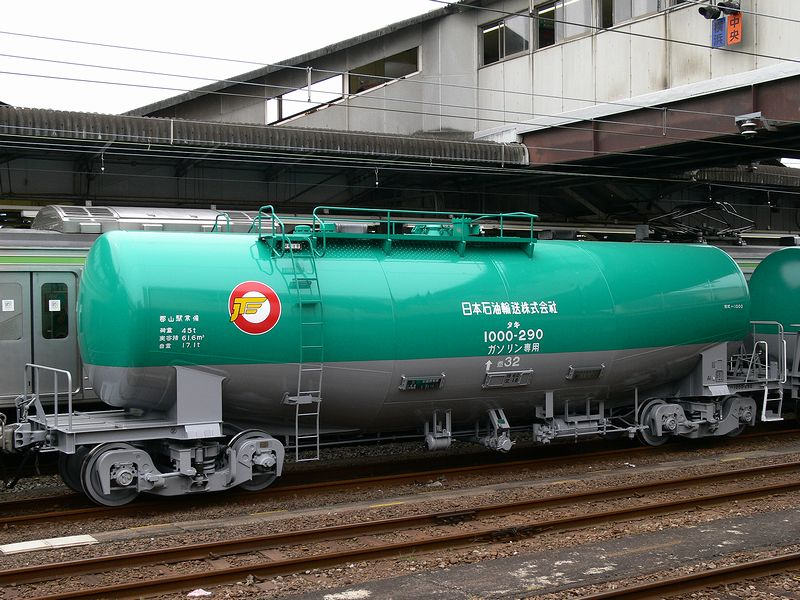
タキ1000形での標記位置 ガソリン専用燃32
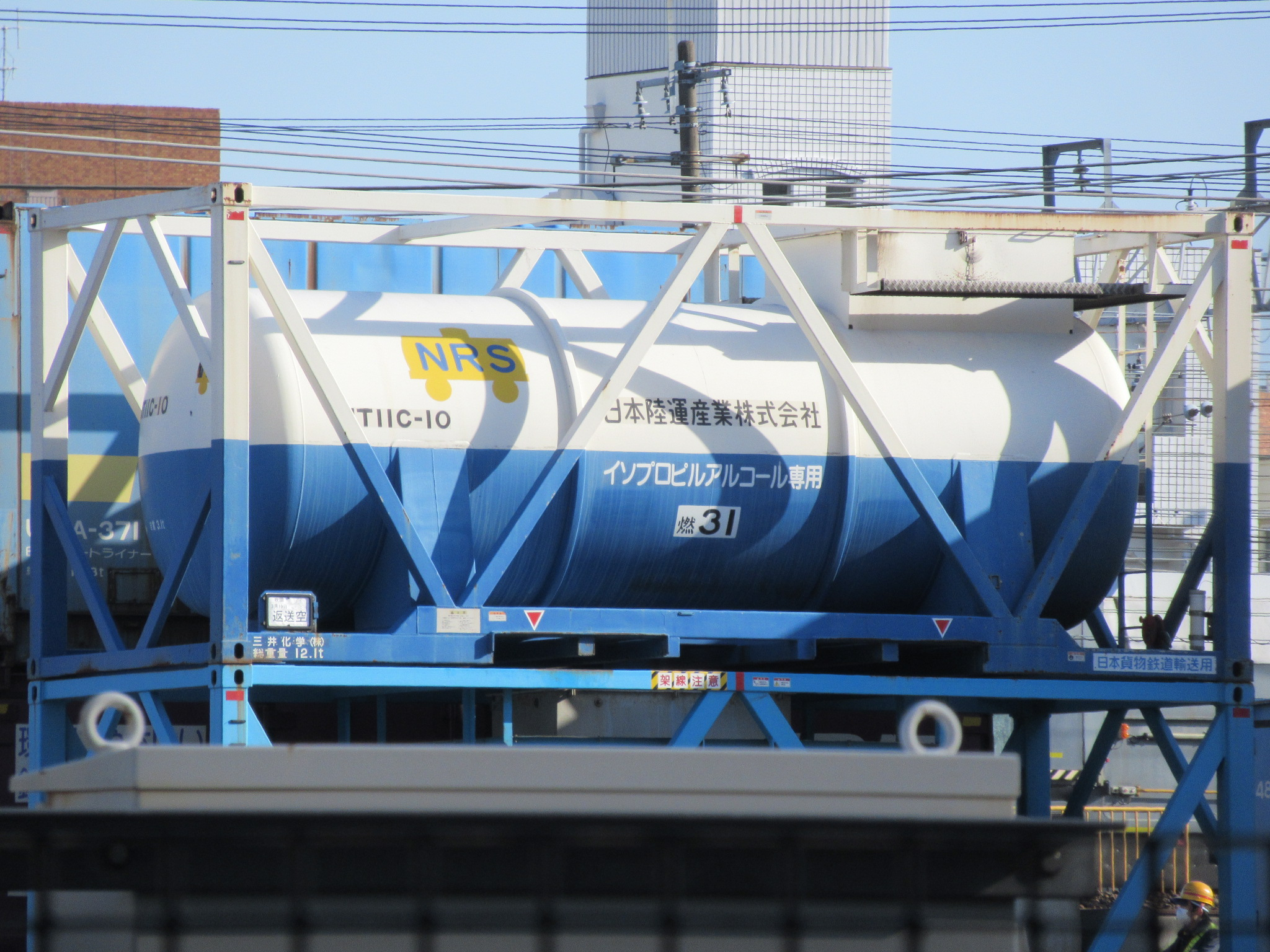
UT11C形での標記位置 イソプロピルアルコール専用燃31

| TDI                                          | 毒61           | タキ19600形                                                                       |
| ニトロベンゼン                               | 毒61           | タキ26000形                                                                       |
| メタクレゾール酸                             | 毒61           | タキ11650形、タキ42150形                                                          |
| アセトアルデヒドシアンヒドリン               | 毒62           | タキ20350形(改造後)                                                               |
| 青化ソーダ液                                 | 毒62           | タキ22900形、タキ25800形(改造後)、タキ26000形(再改造後)                           |
| ラクトニトリル                               | 毒62           | UT10C形コンテナ5000番台の一部                                                     |
| アセトニトリル                               | 毒燃63         | UT14C形コンテナ8000番台の一部                                                     |
| オルソジクロルベンゼン                       | 毒燃63         | タキ21700形、タキ23500形                                                          |
| 液化アンモニア                               | 毒燃(G)26.3    | タム5800形、タキ18600形、UT10C形コンテナ0番台の一部                               |
| 液化酸化エチレン                             | 毒燃(G)26.3    | タキ14700形、UT17C形コンテナ8000番台の一部                                        |
| 液化モノメチルアミン                         | 毒燃(G)26.3    | タサ5900形、タキ30200形                                                           |
| 液化塩化水素                                 | 毒侵(G)26.8    | UM14C形コンテナ5000番台                                                           |
| リン酸                                       | 侵80           | タキ1250形、タキ11200形、タキ11300形、タキ17400形                                 |
| 亜塩素酸ソーダ液                             | 侵81           | タキ26200形                                                                       |
| カセイカリ液                                 | 侵81           | タキ7050形(改造後)                                                                |
| カセイソーダ液                               | 侵81           | タキ2600形、タキ2800形、タキ4200形、タキ7750形、タキ22700形                       |
| 希硝酸                                       | 侵81           | タキ8100形、タキ10700形                                                           |
| 希硫酸                                       | 侵81           | タム2100形、タキ19700形                                                           |
| 臭化水素酸                                   | 侵81           | UT7C形コンテナ5000番台の一部                                                      |
| 硫化ソーダ液                                 | 侵81           | タキ24800形                                                                       |
| 塩酸                                         | 侵82           | タム5000形、タム9400形、タキ5000形、タキ5050形                                    |
| プロピオン酸                                 | 侵燃83         | タキ750形                                                                         |
| 無水酢酸                                     | 侵燃83         | タキ3700形の一部                                                                  |
| 塩化チオニール                               | 侵（禁水）84   | UT3C形コンテナの一部                                                              |
| クロルスルホン酸                             | 侵（禁水）84   | タキ5900形、UT06C形コンテナ5000番台の一部                                         |
| 濃硝酸                                       | 侵（禁水）84   | タキ7500形、タキ10450形、タキ29100形                                              |
| 濃硫酸                                       | 侵（禁水）84   | タキ300形、タキ4000形、タキ29300形                                                |
| 無水硫酸                                     | 侵（禁水）84   | UT2C形コンテナの一部                                                              |
| 臭素                                         | 侵毒86         | UT03C形コンテナ                                                                   |
| フッ化水素酸                                 | 侵毒86         | UT3C形コンテナの一部                                                              |
| 過酸化水素                                   | 化侵58         | タキ22800形                                                                       |
| 亜鉛焼鉱                                     | なし           | タキ15600形、タキ1200形(JRF)                                                      |
| アミノカプロラクタム水溶液                   | なし           | タキ26100形                                                                       |
| カオリン液                                   | なし           | タキ23900形                                                                       |
| コークス粉                                   | なし           | ホキ9300形                                                                        |
| 小麦粉                                       | なし           | タキ24700形                                                                       |
| コンクリート混和剤                           | なし           | タキ6950形                                                                        |
| 酒類                                         | なし           | タキ13800形                                                                       |
| 石灰石                                       | なし           | ホキ4200形、ホキ8000形、ホキ8100形、ホキ8500形、ホキ9500形                        |
| セメント                                     | なし           | タキ1900形、タキ7300形、ホキ3500形、ホキ5700形、ホキ7300形                        |
| セメントクリンカ                             | なし           | ホキ6700形、ホキ6800形                                                            |
| テレフタール酸                               | なし           | タキ24300形                                                                       |
| ドロマイト                                   | なし           | タキ21000形、ホキ5400形                                                           |
| 麦芽                                         | なし           | ホキ6600形、ホキ9800形                                                            |
| フライアッシュ及び炭酸カルシウム（複数）     | 両方ともなし   | タキ1100形(JRF)                                                                   |
| ペーストサイズ剤                             | なし           | タキ6350形、タキ20300形                                                           |
| ラテックス                                   | なし           | タキ7900形、タキ8300形、タキ8350形、タキ8850形、タキ23800形                       |

- タキ1000形での標記位置
ガソリン専用燃32
- UT11C形での標記位置
イソプロピルアルコール専用燃31